# لارس يونسون (تنس)
لارس يونسون (بالسويدية: Lars Jönsson) مواليد 27 يونيو 1970 في غوتنبرغ، هو لاعب كرة مضرب سويدي سابق وكان يلعب باليد اليمنى. تحول إلى الاحترافية في عام 1988. أعلى تصنيف له في الفردي كان المركز الـ 67 في سنة 1991.

## روابط خارجية
- لارس يونسون على موقع رابطة محترفي التنس (الإنجليزية)
- لارس يونسون على موقع الاتحاد الدولي لكرة المضرب (الإنجليزية)
- لارس يونسون على موقع خلاصة التنس.كوم (الإنجليزية)